# Andreas Tanberg Gløersen
Hans Andreas Tanberg Gløersen (16. februar 1836 i nordre Aurdal i Valdres—1. september 1904 i Kristiania) var en norsk forstembedsmand og forfatter.
Gløersen blev student 1853, cand. jur. 1858, studerede forstvidenskab i Giessen, ansattes i forstvæsenet i Vestlandet og var forstmester 1866—95. Han var i Norge en foregangsmand på sit område, han foretog de første rationelle skovanlæg, anlagde planteskoler og arbejdede på flyvesandsdæmpning og kunstig frøavl. Han udfoldede en betydelig forfattervirksomhed på skovvæsenets og landbrugets område, men også i andre retninger (for eksempel jernbanevæsenet; han udkastede således den første plan om anlæg af en bane fra Bergen til Kristiania). Gennem "Landbrugstidende for Vestlandet" og gennem sine "Skovtraktater" bidrog han meget til den vestlandske bondes oplysning, særlig på skovvæsenets område. Han er ret træffende blevet kaldt for Norges Dalgas.